# Marcelle Choisnet
Marcelle Choisnet conosciuta anche come Marcelle Choisnet-Gohard (Versailles, 1914 – Chartres, 14 luglio 1974) è stata un'aviatrice francese, detentrice di diversi primati mondiali.

## Biografia
Già pilota di aereo con brevetto di volo ottenuto nel 1936, dopo essersi formata nel volo a vela nel 1938, prima donna a ottenere il brevetto di tipo E come pilota di aliante. Il brevetto della Choisnet era il numero 3, e fu rinnovato nel novembre del 1946.
Si arruolò nell'Armée de l'air nel 1940 e fu premiata con la Médaille de l'Aéronautique nel 1945 da Charles Tillon.
Dopo il termine della seconda guerra mondiale la Choisnet tornò in servizio e completò un periodo di formazione presso il Centro di Volo a Vela della Montagne Noire.
Famosa per essere diventata nel 1945 campionessa di volo a vela, con il record femminile di distanza di 245 chilometri negli anni successivi stabilì numerosi record.
Nel volo che segnò il suo record femminile di durata (1 gennaio 1948) stabilì pure un altro record: fu infatti la prima volta che venne effettuato un collegamento radio tra un velivolo e il suolo. Sempre nel 1948, la Choisnet si sposò con il capitano dell'Armée de l'air Jules Adolphe Gohard (1905-1976).
Nel 1951 fu premiata con la Medaglia Lilienthal. Nel 1953 conquistò l'insegna di diamante (F) per il volo a vela.
Morì in un incidente con il suo aliante durante una gara.

### Primati conquistati
- 29 aprile 1945: record di durata monoposto su Avia 40 con 12 ore e 20 minuti.[14][15]
- 9 giugno 1945: record femminile di distanza su Avia 40 con 139,24 km.[14]
- 13 giugno 1945: record femminile di distanza in linea retta su Avia 40 con 347 km e 466 metri.[14]
- 12 marzo 1947: con un aliante Wehie record femminile di altezza in monoposto: 2 612 metri.[16][17]
- 25 marzo 1947: con Janine Rousseau, su un aliante DFS Kranich II, record nazionale femminile di altezza in biposto: 2083 m.[17]
- 1 gennaio 1948: record nazionale femminile di durata con 18 ore e 59 minuti su Meise.[10]
- 17 novembre 1948: record femminile di durata con 37 ore e 07 minuti su Air 100.[18]
- 27 giugno 1949: record femminile nazionale e internazionale di distanza in un circuito chiuso sulla rotta Fes-Boubeker-Fès (Marocco) è di 151 km su SNCAN Nord 2000.
- 20 luglio 1950: su Air 100 numero 14 record femminile di distanza con 210 km percorsi alla media di 36 km all'ora.
- 18 gennaio 1951: con Queyrel su aliante Castel-Mauboussin CM-07 Nº 2 record femminile di dislivello con 6 072 metri.
- 22 novembre 1951: con Mazelier, record mondiale di durata classe D (alianti) con 28 h 51 min di volo su aliante Castel-Mauboussin CM-07 nº 2.[18]
- 12 maggio 1953: record mondiale femminile su Air-100 no 14 "CG", con 290 km, partenza e ritorno nel medesimo luogo.[19][20]
- 17 aprile 1954: ancora sul suo aliante Air-100: nuovo record mondiale per la distanza: 505 km.
- Maggio 1954: record femminile di distanza 510 km con un aliante Arsenal Air-102.[21][22]

### Libri
- Ministero dell'aviazione francese, Liste des officiers, sous-officiers et hommes de troup de l'armée de l'air ayant droit au port de la nouvelle Croix de guerre instituée par le décret du 28 mars 1941, Parigi, 1941.
- Charles Henri de Levis Mirepoix, Henry Beaubois, Le siècle de l'avion, Parigi, A.Fayard, 1949.
- Charles Dollfus, Encyclopédie de la vitesse: histoire de la locomotion mécanique, de la navigation maritime et aérienne, les créateurs, les transports modernes, un siècle de progrès, Hachette, 1956.
- A. Van Hoorebeeck, La conquête de l'air - Chronologie de l'aérostation, de l'aviation et de l'astronautique, des précurseurs aux cosmonautes, T.2, Marabout université, 1967.
- Reginald Jouhaud et Anne Jouhaud, Histoire du vol à voile français, Toulouse, Cépaduès, 1992.
- Roger Mayoussier, Bernard Jamme, Gérard Farman, A tire d'ailes: de l'aérostat au jet, l'histoire de l'aviation en Languedoc-Roussillon, Créations du Pélican, 1996Marcel Catillon, Qui était qui?: mémorial aéronautique, Volume 2, 2004.

### Riviste
- L'Aérophile: revue technique et pratique de la locomotion aerienne, Volume 53 del 1945, pp. 14, 18, 182.
- L'Aérophile: revue technique et pratique de la locomotion aerienne, Volume 54 del 1946, p. 219.
- L'Air et l'éspace, Volume 39 del 1958, p. 69.